# Средняя Олёкма
Сре́дняя Олёкма — село в Тунгиро-Олёкминском районе Забайкальского края России. Межселенная территория.

## География
Расположено в 118 км (по прямой) к северо-востоку от райцентра, села Тупик, на правом берегу реки Олёкма, в 2 км ниже места впадения в неё реки Тунгир.

## Население
| 1989 | 2002 | 2010 | 2021 |
| ---- | ---- | ---- | ---- |
| 203  | ↘138 | ↘84  | ↘54  |

## Инфраструктура
- Детский сад[3]
- Начальная общеобразовательная школа[4]

## Разное
Входит в Перечень населенных пунктов Забайкальского края, подверженных угрозе лесных пожаров